# Gamla synagogan, Stockholm
Gamla synagogan var en synagoga på Själagårdsgatan 19 i kvarteret Cupido i Gamla stan i Stockholm. Synagogan var verksam från 1795 till 1870 och var Stockholms första synagoga. Den tillhörde Judiska församlingen och rymmer numera Judiska museet.